# Jabłoń-Kikolskie
Jabłoń-Kikolskie – wieś w Polsce położona w województwie podlaskim, w powiecie wysokomazowieckim, w gminie Szepietowo.
Zaścianek szlachecki Kikolskie należący do okolicy zaściankowej Jabłonia położony był w drugiej połowie XVII wieku w powiecie brańskim ziemi bielskiej województwa podlaskiego. W latach 1975–1998 miejscowość administracyjnie należała do województwa łomżyńskiego.
Wierni kościoła rzymskokatolickiego należą do parafii św. Apostołów Piotra i Pawła w Jabłoni Kościelnej.

## Historia wsi
Wieś drobnoszlachecka założona w XV lub XVI w. Niegdyś Jabłoń-Kikoły, później Jabłoń-Kikolskie. Jedna ze wsi okolicy szlacheckiej Jabłoń, wzmiankowanej w XV w.. Wsie rozróżnione drugim członem nazwy.
W I Rzeczypospolitej miejscowość należała do ziemi bielskiej.
W roku 1827 wieś liczyła 9 domów i 52 mieszkańców. Pod koniec XIX w. należała do powiatu mazowieckiego, parafia Jabłoń
W 1921 r. naliczono tu 7 budynków z przeznaczeniem mieszkalnym i 40 mieszkańców (22 mężczyzn i 18 kobiet). Wszyscy podali narodowość polską.

## Obiektyzabytkowe
- krzyż przydrożny, metalowy z cokołem kamiennym z roku 1932
- krzyż przydrożny, metalowy z cokołem kamiennym z 1. połowy XX w.[11]